# Nesztorianizmus
A nesztorianizmus egy krisztológiai irányzat, melynek követőit Nesztoriosz 5. századi konstantinápolyi pátriárka után nevezték el. Az irányzatot a harmadik egyetemes zsinat eretnekségnek nyilvánította. 

## A tanítás alapja

### Isten és ember
Nesztoriosznak azt tulajdonították, hogy azt vallotta: Jézus Krisztusban csak külső, morális kötelék egyesített "két fiút", az isteni Logoszt és az ember Jézust. Szerinte a Logosz Jézusban  mint templomban lakozott. Állítása szerint Jézus képes volt a bűnre, de helytállása jutalmául isteni tulajdonságokat kapott.

### Istenszülő vagy Krisztus anyja
Ennek következtében Mária nem is istenszülő  (theotokosz), hanem csak az ember Krisztust szülte. Az antiochiai iskola Krisztusban úgy szétválasztotta az isteni és emberi tulajdonságokat, hogy Máriát csak az ember Krisztus anyjának lehetett tekinteni. Nesztoriosz előnyben részesítette a khrisztotokosz vagy anthrópotokosz (=Krisztus-szülő) címet.

## Az eretnekséggé nyilvánítás története

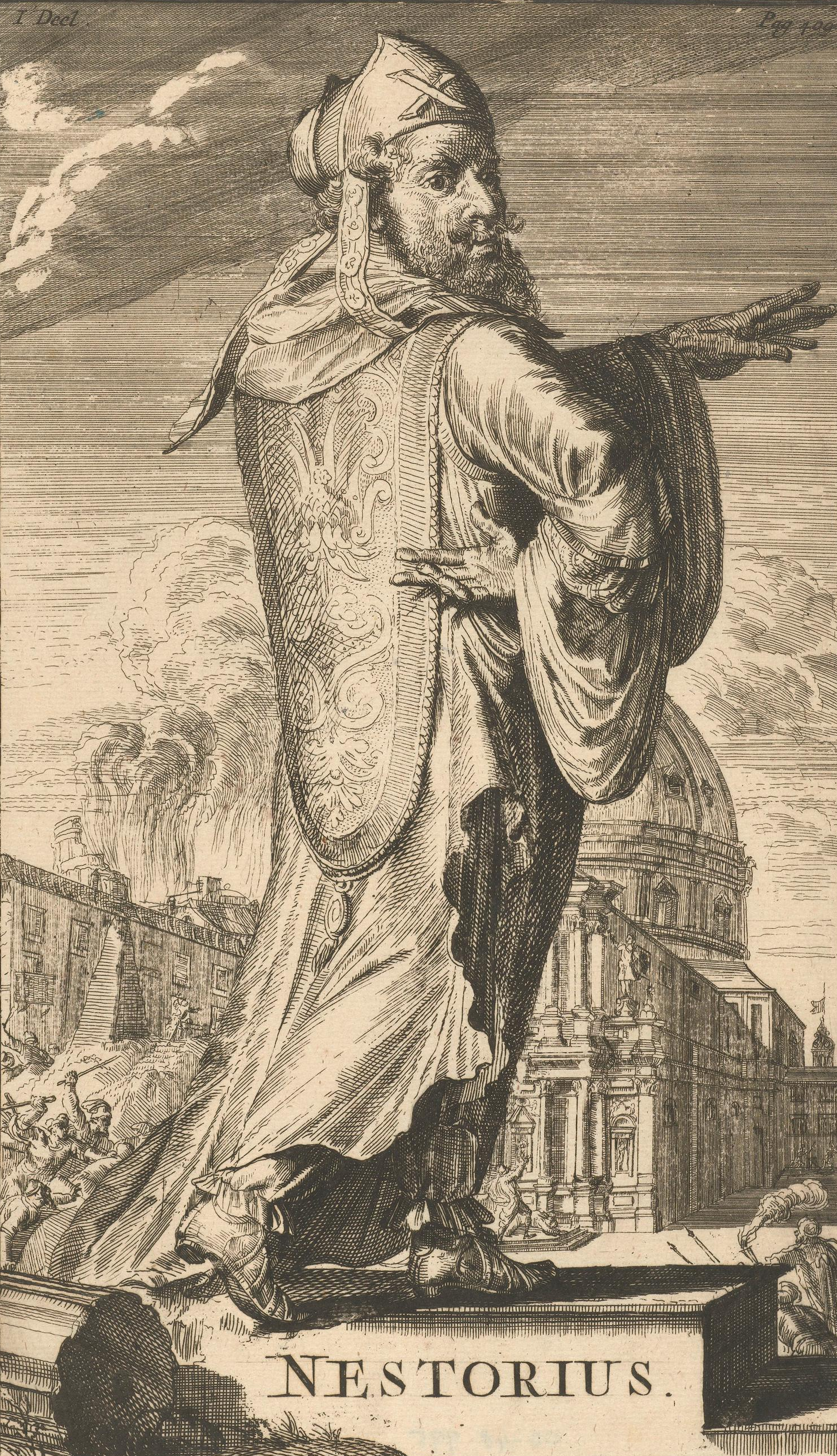
Nestorius

Nesztorioszt azzal vádolták, hogy két fiút vall és két Krisztust, az embert és az Istent, ezáltal felelevenítve Szamoszatai Pál (Szamoszatai Paulosz) (3. sz.) adopcianizmusát. Alexandriai Kürillosz fellépésében politikai és tanbeli elemek is keveredtek, de magatartásában valójában az Alexandria és Antiochia közötti hagyományos versengés éledt fel. Tipikusan alexandriai volt: Kürillosz álláspontja Krisztus emberi természetét alárendelte az isteni természetnek, jobban megragadta az egységet, az emberi és az isteni tulajdonságok különválasztása érdekében pedig kevésbé mutatkozott következetesnek. Kürillosz Nesztorioszhoz intézett 2. levele, valamint Nesztoriosz válasza (430) egyúttal a két iskola különbözőségét is tükrözte. A válságról mindketten tájékoztatták I. Celesztin római pápát († 432), aki – kevéssé ismerve a kérdést – Kürillosznak fogta pártját. A pápa 430 augusztusában egy római zsinatra hívta Nesztorioszt, hogy tévedése beismerésére bírja, és Kürilloszt bízta meg, hogy rendelkezését eljuttassa hozzá. Kürillosz ezt csak novemberben adta át, a Tizenkét anatémával együtt.  
Ezek a legradikálisabb módon képviselték az alexandriai krisztológiát, egyebek között Krisztus emberi és isteni természetének egysége is szerepelt köztük, melyet egyetlen antiochiai teológus sem írt volna alá. Közben Kürillosz a császártól zsinat összehívását kérte. 
A zsinat 431-ben Epheszoszban ült össze. Az epheszoszi zsinat elítélte Nesztorioszt, majd az ő hívei pedig Kürilloszt. II. Theodosius bizánci császár mindkét elítélést elfogadta.
Nesztoriosz lemondott pátriárkai hivatalától, kolostorba vonult, majd végül egy egyiptomi sivatagi oázisba (Kharga) száműzték. Követőit is száműzték a Római Birodalomból, de Perzsiában, Arábiában és Indiában továbbra is fennmaradtak. Nesztoriosz hívei csatlakoztak az ottani keresztény közösségekhez. Innen és ettől kezdve terjedt el az Asszír Keleti Egyház elnevezése mint Nesztoriánus Egyház. A mozgalom eljutott egészen Kínáig. 